# Atyphella guerini
Atyphella guerini is een keversoort uit de familie glimwormen (Lampyridae). De wetenschappelijke naam van de soort werd voor het eerst geldig gepubliceerd in 1988 door Ballantyne.